# Lee Hyun-jung
Ne doit pas être confondu avec Lee Hyun-joung.
Lee Hyun-jung, né le 23 octobre 2000 à Seongnam, est joueur professionnel sud-coréen de basket-ball évoluant aux postes d'arrière et d'ailier.

## Carrière junior
Lee Hyun-jung a fréquenté l’école commerciale Samil à Suwon, où il a joué au basket-ball sous la direction de son père. Au collège, Lee ne mesurait que 1,70 m et jouait comme meneur, alors qu’il pratiquait le dribble et le tir à mi-distance. À la fin de ses années de collège, Lee a grandi à plus de 1,90 m . Il a joué comme pivot pendant les phases défensives et meneur pendant les phases offensives. Il a modelé son jeu sur celui de Klay Thompson.
En 2018, Lee s’inscrit à la NBA Global Academy à Canberra, en Australie. À l’académie, il a joué pour le BA Centre of Excellence de la South East Australian Basketball League (SEABL) en 2018, puis pour la NBL1 en 2019. En collaboration avec la NBA Global Academy et le Centre d’excellence, il a fréquenté le Lake Ginninderra Secondary College, où il a appris à parler anglais.
Lee s’est engagé à jouer au basket universitaire pour l'université de Davidson sur une offre de l’État de Washington. Il a attiré l’attention de l’entraîneur-chef Bob McKillop et de son personnel lors d’un événement de Basketball sans frontières. Il deviendrait le quatrième joueur et le deuxième joueur masculin de la Corée du Sud à jouer au basketball de la division I de la NCAA.

### Carrière universitaire
Alors qu’il était en première année avec les Wildcats de Davidson en 2019-2020, Lee a participé à 28 matchs en tant que remplaçant et a terminé septième parmi les joueurs de A-10 en première année, avec une moyenne de 8,4 points par match. Le 7 février 2020, il a marqué 20 points, son record de la saison, lors d'une défaite de 73 à 62 contre les Rams de VCU. Il a ensuite été nommé dans la First Team Atlantic 10 All-Rookie Team.
En deuxième année en 2020-2021, Lee a commencé les 22 matchs et a terminé deuxième de l’équipe pour ce qui est du scoring et des passes. Il est devenu le tout premier Wildcat à terminer la saison en tirant au moins 50% au total, 40% à 3 points et 90% à la ligne de lancer franc. Il a marqué 23 points, un record de la saison. Il a récolté en moyenne 13,5 points, 4,0 rebonds et 2,5 passes décisives par match.
En tant que junior en 2021-2022, Lee a disputé 34 matchs et effectué 33 départs, avec une moyenne de 15,8 points, 6 rebonds et 1,9 passe décisives par match. Le 1er décembre 2021, il a enregistré un record en carrière de 32 points et 14 rebonds contre les 49ers de Charlotte,. Il a ensuite été nommé dans la first-team All-Atlantic 10.
Le 26 avril 2022, il se déclare candidat pour la draft 2022 de la NBA.

## Carrière professionnelle

### En club
Lee Hyun-jung n'est sélectionné par aucune franchise lors de la draft 2022 de la NBA en raison d'une blessure au pied qui va l'éloigner des terrains pour plusieurs mois,.
Le 20 février 2023, il est acquis par les Warriors de Santa Cruz en NBA Gatorade League. En 12 matchs pour finir la saison 2022-2023 de G-League, il réalise en moyenne par match 5,5 points, 4,3 rebonds et 1,7 passes décisives.
Il participe à la NBA Summer League 2023 avec les 76ers de Philadelphie durant laquelle il ne dispute qu'un match.
Le 11 juillet 2023, il s'engage pour trois saisons dans le championnat australien avec les Illawarra Hawks. En mars 2024, il termine sa première saison avec les Hawks avec des moyennes par match de 7,3 points et  3,7 rebonds en 17,2 minutes de jeu sur 32 matchs disputés, puis il rejoint le championnat japonais et le Osaka Evessa. Lors de sa deuxième saison en Australie, il inscrit 7,7 points, 3,4 rebonds et 1,4 passe décisive par match.

### En équipe nationale
Hyun-jung Lee a joué pour l’équipe nationale junior de la Corée du Sud au Championnat d’Asie des moins de 16 ans FIBA 2015. Il a réalisé en moyenne 14 points et 5,7 rebonds par match, menant son équipe à sa première médaille d’or au tournoi,. Lee a représenté la Corée du Sud au Championnat du Monde FIBA des moins de 17 ans 2016 et au Championnat d’Asie FIBA des moins de 18 ans 2018. Il a réalisé en moyenne 26 points, 10,3 rebonds et 6 passes décisives par match au tournoi de 2018.
Il a joué pour l’équipe de Corée du Sud aux tournois de qualification olympique masculin de la FIBA 2020 et aux éliminatoires de la Coupe d’Asie de la FIBA 2022.

## Statistiques

### En université
Les statistiques par match de Lee Hyun-jung en universitaire sont les suivantes :
| Saison    | Équipe   | Matchs | Titul. | Min./m | % Tir | % 3pts | % LF | Rbds/m. | Pass/m. | Int/m. | Ctr/m. | Pts/m. |
| --------- | -------- | ------ | ------ | ------ | ----- | ------ | ---- | ------- | ------- | ------ | ------ | ------ |
| 2019-2020 | Davidson | 28     | 0      | 20,9   | 46,7  | 37,7   | 85,7 | 3,1     | 0,8     | 0,6    | 0,1    | 8,4    |
| 2020-2021 | Davidson | 22     | 22     | 29,9   | 50,8  | 44,2   | 90,0 | 4,0     | 2,5     | 0,5    | 0,4    | 13,5   |
| 2021-2022 | Davidson | 34     | 33     | 32,1   | 47,4  | 38,1   | 77,7 | 6,0     | 1,9     | 0,7    | 0,3    | 15,8   |
| Total     | Total    | 84     | 55     | 27,8   | 48,1  | 39,7   | 82,3 | 4,5     | 1,7     | 0,6    | 0,2    | 12,7   |

### En NBA Gatorade League
Les statistiques par match de Lee Hyun-jung en G-League sont les suivants :
| Saison    | Équipe     | Matchs | Titul. | Min./m | % Tir | % 3pts | % LF | Rbds/m. | Pass/m. | Int/m. | Ctr/m. | Pts/m. |
| --------- | ---------- | ------ | ------ | ------ | ----- | ------ | ---- | ------- | ------- | ------ | ------ | ------ |
| 2022-2023 | Santa Cruz | 12     | 0      | 17,6   | 31,9  | 29,2   | 60,0 | 4,2     | 1,7     | 0,8    | 0,3    | 5,5    |
| Total     | Total      | 12     | 0      | 17,6   | 31,9  | 29,2   | 60,0 | 4,2     | 1,7     | 0,8    | 0,3    | 5,5    |

## Palmarès et Distinctions

### Palmarès

#### En club
Néant

#### En équipe nationale
- 2015 : Vainqueur du Championnat d’Asie des moins de 16 ans FIBA 2015

### Distinctions personnelles
- First Team Atlantic 10 All-Rookie Team en 2020
- First-team All-Atlantic 10 en 2022

## Vie privée
La mère de Lee, Sung Jung-a, a remporté une médaille d’argent en représentant la Corée du Sud au basketball aux Jeux olympiques d’été de 1984. Son père, Lee Yoon-hwan, a joué de façon semi-professionnelle au basket-ball avant de devenir directeur sportif et entraîneur au lycée. Sa sœur aînée, Lee Ri-na, a joué pour l’équipe nationale sud-coréenne des moins de 16 ans.